# Saint-Jean-de-Moirans
Saint-Jean-de-Moirans é uma comuna francesa na região administrativa de Auvérnia-Ródano-Alpes, no departamento de Isère. Estende-se por uma área de 6,43 km². Em 2010 a comuna tinha 3 622 habitantes (densidade: 563,3 hab./km²).